# 7274 Washioyama
7274 Washioyama eller 1982 FC är en asteroid i huvudbältet som upptäcktes den 21 mars 1982 av den japanska astronomen Tsutomu Seki vid Geisei-observatoriet. Den är uppkallad efter berget Washioyama.
Asteroiden har en diameter på ungefär 9 kilometer.